# Rosetta Howard
Rosetta Howard (1914-1974) est une chanteuse de blues américaine, née en 1914 à Chicago et morte en 1974 dans la même ville. 

## Carrière
La biographie de Rosetta Howard est peu connue. Elle commence à chanter, à Chicago, en 1932. En 1937, elle enregistre pour Decca avec les Harlem Hamfats. Au cours de sa carrière, elle est accompagnée sur ses disques par des grands noms tels que Barney Bigard, Jimmy Noone, Big Bill Broonzy, Willie Dixon.
Pourtant, dans les années 1940, le style de blues classique chanté par Rosetta Howard paraît dépassé, alors que monte la vague du rhythm and blues. 
Dans les années 1950, elle s’oriente vers le gospel avant de disparaître de la scène musicale de Chicago.
Ses titres les plus connus sont When I Been Drinkin’ ou If You’re A Viper, une « reefer song », c’est-à-dire, une chanson évoquant la marijuana.
Les enregistrements de Rosetta Howard ont été depuis réédités.

## Discographie
- When I Been Drinkin’ (Columbia Records)